# 量子電気化学
量子電気化学（りょうしでんきかがく）はRevaz Dogonadzeにより1960年代に形作られ始めた。一般的にこの分野は電気力学、量子力学、電気化学で生じる概念からなる。よって、非常に多くの異なる専門の研究者により研究されている。その分野は化学工学、電気工学、機械工学、化学、物理などさまざまである。
より具体的に言うと、量子電気化学は密度汎関数理論などの量子力学の道具を、電極での電子移動などの電気化学過程の研究に応用することである。マーカス理論などのモデルも含む。

## 歴史と貢献した人物
「量子電気化学」の最初の発展を突き止めることはいささか難しい。量子力学から化学への発展は、原子と分子に対する量子波動理論モデルの適用として要約できるため、あまり驚くべきことではない。この場合、特定の系の電子状態に特別関係する電気化学は、その性質上量子化学における電子の量子力学モデルと既に結び付けられている。普通ではない熱意、明瞭さ、正確さで量子力学を電気化学に適用した量子電気化学の支持者がいた。Revaz Dogonadzeや彼の同僚もその一部である。彼らは化学系におけるプロトン移動反応に対する初期の量子力学モデルの1つを開発した。Dogonadzeは特に有名な量子電気化学のプロモーターであり、ユーゴスラビアを中心とした国際的な量子電気化学の夏の学校を形成したともいわれている。彼はQuantum-Mechanical Theory of Kinetics of the Elementary Act of Chemical, Electrochemical and Biochemical Processes in Polar Liquids（極性液体における化学、電気化学、生化学過程の初等法の動力学の量子力学理論）の主著者である。もう1人の重要な貢献者は、Theory of Electron Transfer Reactions in Chemical Systems（化学系における電子移動反応の理論）により1992年にノーベル化学賞を受賞したルドルフ・マーカスである。